# Kazimierz Hamerszmit
Kazimierz Aleksander Hamerszmit (ur. 12 lutego 1916 w Kołakach Kościelnych, zm. 5 lutego 1996 w Suwałkach) – polski duchowny, więzień niemieckich obozów koncentracyjnych w czasie II wojny światowej oraz Sługa Boży Kościoła katolickiego.

## Życiorys
Urodził się w wielodzietnej rodzinie organisty kościelnego Stanisława i Michaliny z domu Dmochowskiej (miał dwóch braci: Józefa i Tadeusza). Poza tym rodzice wychowywali również czwarte dziecko, krewnego, sierotę Piotra Michałowskiego. Dzień po urodzeniu (13 lutego 1916) został ochrzczony w parafii Wniebowzięcia NMP w Kołakach Kościelnych, a rodzicami chrzestnymi byli ks. Stanisław Koćmierowski i Katarzyna Hamerszmit, gdzie nadano mu imiona Kazimierz, Aleksander. Matka jego podczas II wojny światowej należała do Armii Krajowej, mając ps. Mamusia, uczestniczyła aktywnie w ruchu oporu, za co dwukrotnie została odznaczona Srebrnym (1943) i Złotym Krzyżem Zasługi z Mieczami (1944).
W wieku sześciu lat poszedł do szkoły powszechnej w Kołakach Kościelnych, w której uczył się cztery lata, a następnie 1 września 1926 rozpoczął naukę w gimnazjum im. Tadeusza Kościuszki w Łomży, które ukończył 25 czerwca 1934 otrzymując świadectwo dojrzałości. Idąc za głosem powołania, 20 lipca 1934 wstąpił do Wyższego Seminarium Duchownego w Łomży, będąc członkiem Sodalicji Mariańskiej. Po pięciu latach Seminarium przyjął 30 kwietnia 1939 święcenia kapłańskie z rąk bp. Stanisława Kostki Łukomskiego w katedrze łomżyńskiej.
Przyjąwszy prezbiterat został wysłany 12 czerwca 1939 do parafii św. Stanisława w Dobrzyjałowie jako wikariusz, a następnie od 1 września 1939 został wikariuszem w parafii św. Jakuba Apostoła w Bakałarzewie, gdzie zastał go wybuch II wojny światowej. 7 kwietnia 1940 został aresztowany wraz z innymi duchownymi przez hitlerowców, a następnie przewieziony do Suwałk, po czym 12 kwietnia do obozu przejściowego do Działdowa, następnie 5 maja do obozu w Sachsenhausen i wreszcie 14 grudnia do obozu w Dachau, gdzie otrzymał nr obozowy: 22575. Okres pobytu w obozie tak m.in. opisał:

Teraz powoli brano się do wszystkich. A więc marsze, śpiewy przeplatane biegiem lub żabką. Starsi zaczęli od początku odpadać (…). Kilka tygodni takich ćwiczeń poczyniło nas szkieletami (…). 14 grudnia 1940 r. przyjeżdżamy do Dachau. Spadł już pierwszy śnieg. Od stacji kolejowej do obozu marsz w drewnianych pantoflach był męką, bo śnieg lepił się do drzewa. Gdy weszliśmy do obozu, otoczyli nas wychudzeni więźniowie, prosząc o chleb. Ponieważ mieliśmy jeszcze zapasy, więc je rozdawaliśmy.

Tutaj od grudnia 1940 został poddany eksperymentom pseudomedycznym odporności na malarię. Przeżywając gehennę obozowego życia, 29 kwietnia 1945 został oswobodzony przez żołnierzy amerykańskich, ale wkrótce 12 maja zachorował na tyfus. Po leczeniu szpitalnym 12 lipca tegoż roku opuścił szpital obozowy, przebywając następnie w ośrodku polskim w Freimann. 5 sierpnia 1945 udał się do pracy duszpasterskiej w ośrodku polskim w Norymberdze (lipiec – październik 1945), a następnie do Coburga, gdzie był kapelanem szpitalnym.
W końcu kwietnia 1946 powrócił do Polski, do diecezji łomżyńskiej. 10 maja tegoż roku został wikariuszem parafii w Zambrowie, a od 1 lipca parafii w Grajewie. Następnie od 1 października przeniesiono go do Ostrołęki, a wkrótce do Augustowa. 12 października 1948 decyzją bp. Stanisława Kostki Łukomskiego miał być mianowany sekretarzem Kurii Diecezjalnej w Łomży, ale wcześniej 4 października zrezygnował z tej funkcji tłumacząc to stanem zdrowia. 26 maja 1952 został przeniesiony z Ostrołęki do Rutek na miejsce aresztowanego wcześniej ks. proboszcza Czesława Dziondziaka, ale wkrótce 4 sierpnia został przeniesiony do Łomży, będąc wikariuszem oraz jednocześnie notariuszem Sądu Biskupiego. Był również wikariuszem w Piątnicy Poduchownej (zastępował tam proboszcza od 2 października 1952). Od 14 sierpnia 1959 został wikariuszem parafii św. Apostołów Piotra i Pawła w Suwałkach (gdzie za odszkodowanie z tytułu utraty zdrowia w obozie koncentracyjnym w wysokości 25.000 marek przeprowadził remont kościoła i ufundował organy), a następnie 10 sierpnia 1966 został mianowany proboszczem parafii św. Aleksandra, pełniąc ponadto od 23 marca 1985 obowiązki dziekana. Gdy w 1963 powstał w Suwałkach Dom Pomocy Społecznej „Kalina” rozpoczął tam pełnienie opieki duszpasterskiej. W latach 1970–1985 był kanonikiem łomżyńskiej kapituły katedralnej. 22 listopada 1975 został prałatem Jego Świątobliwości. Od 22 października 1976 był spowiednikiem domu zakonnego Zgromadzenia Sióstr św. Teresy od Dzieciątka Jezus w Suwałkach, a w okresie od 1 października 1985 do 1 marca 1987 był kapelanem Wojewódzkiego Szpitala Zespolonego im. Wacława Zajączkowskiego w Suwałkach. Pełnił również funkcję Rejonowego duszpasterza służby zdrowia od 23 października 1973.
Od listopada 1980 we współpracy z wikariuszem parafii św. Aleksandra, ks. Jerzym Janem Zawadzkim wspierał działalność NSZZ „Solidarność”, kiedy to parafia stała się miejscem spotkań działaczy związkowych. Podczas stanu wojennego, po 13 grudnia 1981 pomagał w przechowywaniu podziemnych wydawnictw, drukowaniu ulotek, organizowaniu wieczorów poetyckich, koncertów czy wykładów. Był opiekunem duchowym osób internowanych w ośrodku odosobnienia w Suwałkach. Wielokrotnie celebrował dla nich uroczyste msze święte za Ojczyznę, wygłaszając okolicznościowe kazania.
1 lipca 1986 przeszedł na emeryturę. Zmarł 5 lutego 1996 w szpitalu w Suwałkach. Został pochowany zgodnie z wolą wyrażoną w testamencie w krypcie kaplicy cmentarnej przy ul. Bakałarzewskiej w Suwałkach.

## Publikacje
Jedyną publikacją opracowaną przez Edwarda Anuszkiewicza są wspomnienia obozowe ks. Kazimierza Hamerszmita. Ponadto ks. Wojciech Guzewicz napisał krótki artykuł o proboszczu Stanisławie Maciątku na podstawie wspomnień spisanych przez ks. Kazimierza Hamerszmita.
- Kazimierz Hamerszmit, Edward Anuszkiewicz, Na kapłańskiej drodze II: ks. Kazimierz Hamerszmit – numer obozowy w Dachau 22575: wspomnienia, t. 2, Ełk: Kuria Biskupia Diecezji Ełckiej, 2002, ISBN 83-913200-4-9, OCLC 838606518. Brak numerów stron w książce
- Wojciech Guzewicz, Wspomnienia o księdzu Stanisławie Maciątku, proboszczu w Wiżajnach, spisane przez ks. Kazimierza Hamerszmita, „Studia Ełckie”, Nr 9 (2007), 2007, s. 127–134, ISSN 1896-6896, OCLC 922412197 [zarchiwizowane z adresu 2019-01-01].

## Proces beatyfikacji
Z inicjatywy duszpasterzy parafii św. Aleksandra w Suwałkach, przekonanych o świątobliwości jego życia podjęto starania w celu wyniesienia go na ołtarze. 6 marca 2008 Stolica Apostolska wydała dekret tzw. Nihil obstat wyrażając zgodę na rozpoczęcie procesu jego beatyfikacji. Następnie, w lutym 2010, w ełckiej kurii rozpoczęto diecezjalny etap tego procesu. Odtąd przysługuje mu tytuł Sługi Bożego. Postulatorem procesu mianowano ks. Dariusza Brozia. 29 listopada 2019 watykańska Kongregacja Spraw Kanonizacyjnych wydała dekret, który potwierdził ważność procesu beatyfikacyjnego na poziomie diecezji.

## Upamiętnienie
- W 1996 Rada Miejska Suwałk nadała jego imię jednej z ulic, którą codziennie kroczył do kościoła św. Aleksandra[8], a w 1999 powstała w mieście izba pamięci poświęcona jego życiu[13]
- Jego imię nosi warsztat terapii zajęciowej dla osób niepełnosprawnych w Filipowie oraz jadłodajnia Caritasu w Suwałkach[8]. Jest również patronem miejscowej szkoły podstawowej nr 4[12].